# 峒桂河
峒桂河，位于中国广西壮族自治区西部和越南高平省境内，是水口河（平江）左岸支流，发源于中国广西靖西市龙邦镇吕那村弄那屯，东南流进入越南高平省境，称作北望河（Sông Bắc Vọng），经重庆县，于复和县那通村转南流，成为中、越两国界河，至中国广西龙州县水口镇汇入左江。干流长87千米（其中越南境内长59千米，中越两国界河18千米），平均比降6.36‰，流域面积984平方千米（其中越南境内807平方千米）。